# Griffin (atterrisseur)
Pour les articles homonymes, voir Griffin.
Griffin est un engin spatial de type atterrisseur développé par la société Astrobotic Technology pour déposer des équipements à la surface de la Lune dans le cadre du programme Artemis de l'agence spatiale américaine, la NASA. Le développement de l'engin spatial ainsi que le lancement et la dépose de la charge utile sont sous l'entière responsabilité d'Astrobotic Technology dans le cadre du programme Commercial Lunar Payload Services (CLPS). Ce dernier a été créé pour sous-traiter la logistique lunaire lourde associée à son projet d'installation d'une base semi-permanente à la surface de la Lune et réduire ainsi son coût. Griffin  est un engin spatial de 6 tonnes au lancement utilisant une propulsion brûlant des ergols hypergoliques, pouvant amener à la surface de la Lune une ou plusieurs charges utiles ayant une masse totale de 625 kg. La sélection de l'atterrisseur par la NASA a lieu en juin 2020. Sa première mission, planifiée fin 2025, sera de déposer l'astromobile VIPER près du Pôle Sud de la Lune. 
Mais le développement de Griffin comme celui de l'astromobile VIPER subit des dépassements (cout et délai) répétés et la NASA décide en juillet 2024 d'abandonner la réalisation de VIPER dont les tests étaient en cours. La NASA prévoit néanmoins le lancement de Griffin sans fournir de charge utile si la société Astrobotic accepte de mener jusqu'au bout le développement de celui-ci. 

## Contexte

### La société Astrobotic Technology
Astrobotic est créée à Pittsburgh en 2007 par Red Whittaker, chercheur de l'Université Carnegie-Mellon spécialiste des robots, et plusieurs associés pour tenter de remporter le concours Google Lunar X Prize. Ce concours, créé en 2007, prévoyait de verser 20 millions de dollars américains à la première équipe capable d'envoyer avant une date donnée (initialement 2015 puis mars 2018) un robot sur la surface de la Lune à condition que celui-ci parcoure sur le sol lunaire au moins 500 mètres et qu'il transmette des vidéos et des images à haute résolution. L'objectif de ce concours était de stimuler le développement de l'activité spatiale en encourageant les solutions permettant d'abaisser les coûts de l'exploration du système solaire par des robots. 
Astrobotic développe d'abord un premier atterrisseur Griffin monomoteur puis abandonne ce projet pour le Peregrine moins puissant. Pour sa conception, Astrobotic noue un partenariat avec la société européenne Airbus Defence and Space. Aucune équipe n'ayant atteint les objectifs en mars 2018, Google annonce officiellement que le concours Google Lunar X Prize s'est achevé sans vainqueur. Dès décembre 2016, Atrobotic Technology, au vu du planning de son projet, s'était retiré de la compétition.

### Le programme Artemis
L'agence spatiale américaine développe dans les années 2010 un programme dont l'objectif final est d'installer un avant-poste semi-permanent à la surface de la Lune occupé par des astronautes qui seront notamment chargés de mettre au point de nouvelles technologies permettant en cible de lancer une mission vers Mars. À l'initiative de l’exécutif américain, le planning des missions est accéléré en 2019 avec un objectif de première dépose d'un équipage dès 2024. L'ensemble du projet est baptisé programme Artemis. Avant de faire atterrir des hommes dans la région du pôle sud lunaire, la NASA veut lancer plusieurs missions robotiques ayant pour objectif d'effectuer une première reconnaissance. Ces missions doivent notamment étudier les caractéristiques de la glace d'eau présente, raison d'être de la sélection du pôle sud. Les autres objectifs sont l'étude de la géologie lunaire et de l'environnement pour préparer les premières missions avec équipage. Ces missions robotiques se poursuivront après le premier atterrissage d'un équipage sur le sol lunaire. En 2018, l'agence spatiale décide de confier la dépose de missions robotiques sur la surface lunaire à des sociétés privées dans le cadre d'un programme baptisé Commercial Lunar Payload Services à l'image de ce qui a été fait pour le ravitaillement et la relève des équipages de la Station spatiale internationale (programmes COTS et CCDeV). L'objectif de cette démarche est de réduire les coûts de l'exploration de la Lune (l'objectif est d'obtenir un coût d'un million US$ pour l'envoi d'un kilogramme de charge utile à la surface de la Lune) et d'accélérer les missions de retour d'échantillons et de prospection de ressources ainsi que de promouvoir l'innovation et la croissance des sociétés commerciales du secteur.
Après avoir soumis un cahier des charges provisoire en septembre 2018, la NASA sélectionne en novembre 9 sociétés susceptibles de répondre à l'appel d'offres définitif qui a été lancé courant 2018. Le programme dispose d'un budget de 2,6 milliards US $ sur les dix prochaines années. Les sociétés présélectionnées comprennent notamment la société Astrobotic Technology qui propose son atterrisseur Peregrine. En juin 2019, l'agence spatiale attribue le développement d'un atterrisseur lunaire à trois sociétés : Astrobotic Technology, Intuitive Machines et OrbitBeyond. Celles-ci vont recevoir 250 millions US$.

## Sélection de Griffin par la NASA
En octobre 2019, la NASA décide de développer l'astromobile (rover) VIPER dans le but d'étudier la glace d'eau présente dans le régolithe du fond des cratères situés au pôle sud de la Lune. L'eau pourrait jouer un rôle important pour les séjours à la surface de la Lune d'équipage d'astronautes en fournissant les consommables nécessaires - oxygène, eau consommable et ergols - grâce aux technologies d'utilisation des ressources in situ. L'engin spatial, qui doit être lancé vers décembre 2022, fait partie des missions développées dans le cadre du Programme Artemis. Il emporte une foreuse et trois instruments destinées à analyser la surface de plusieurs zones contenant de la glace d'eau,,.
La dépose du rover de 430 kg sur le sol lunaire est confiée à la société Astrobotic Technology de Pittsburgh (Pennsylvanie). Celle-ci est sélectionnée en juin 2020 dans le cadre du programme  CLPS pour développer l'atterrisseur Griffin chargé de déposer VIPER en 2023 sur le sol lunaire. En juin 2020   Astrobotic reçoit 199,5 millions de dollar pour développer son atterrisseur.

## Caractéristiques techniques
L'atterrisseur Griffin est un engin spatial basé sur la plateforme de l'atterrisseur Peregrine qui a été adaptée pouvoir déposer sur la Lune des équipements beaucoup plus lourds (charge utile maximale de 625 kg contre 100 kg pour Peregrine). Sa masse totale (charge utile comprise) est de 6 tonnes. La configuration de l'atterrisseur peut être modifiée pour s'adapter aux charges utiles et à la latitude du site d'atterrissage. Pour les missions à destination des pôles de la Lune (éclairage rasant), les panneaux solaires sont fixés sur les faces latérales alors que pour les missions visant des sites aux latitudes équatoriales ou moyennes, les panneaux solaires sont fixés sur le dessus. L'avionique est située sous les radiateurs qui forment le pont principal de l'atterrisseur. Des radiateurs complémentaires sont fixés sur les côtés de l'atterrisseur. Sa durée de vie est de 14 jours, c'est-à-dire qu'il n'est pas conçu pour survivre au-delà d'une journée lunaire (14 jours terrestres),.
La structure principale de Griffin comprend un pont octogonal au centre duquel est fixé au-dessous l'adaptateur utilisé pour solidariser l'atterrisseur avec le lanceur et au-dessus, dans le cas de la mission VIPER, un cône qui sert de support à l'astromobile. Le pont est ajouré pour laisser la place aux quatre réservoirs d'ergols et ses parties pleines sont occupées par des radiateurs sur lesquels sont fixés directement l'avionique et dans certains cas les charges utiles. Cette structure est réalisée en alliage d'aluminium. Le train d'atterrissage fixé sur les côtés de cette structure est constituée de quatre pieds qui sont équipés d'absorbeurs de choc permettant de réduire la décélération au moment de l'arrivée sur le sol lunaire et de stabiliser l'atterrisseur. 
La propulsion comprend quatre moteurs-fusées à ergols liquides d'une poussée unitaire de 3,1 kiloNewtons qui sont utilisés pour les manœuvres principales et la descente vers le sol lunaire et dont la poussée est modulable. 12 moteurs-fusées de 111 Newtons, regroupés par grappe de trois, prennent en charge le contrôle d'attitude avec six degrés de liberté. Tous ces moteurs sont alimentés par mise sous pression des réservoirs. Ils brûlent un mélange hypergolique d'hydrazine et de MON stockés dans quatre réservoirs répartis sur le pourtour de l'atterrisseur. 
Le système de contrôle d'attitude qui est identique à celui de Peregrine utilise les données fournies par un viseur d'étoiles, des capteurs solaires, et une centrale à inertie. Durant le transit entre la Terre et la Lune, il maintient l'orientation de l’atterrisseur de manière que les panneaux solaires soient face au Soleil. Durant la phase d'atterrissage, il utilise les données d'un lidar Doppler pour déterminer la distance du sol et la vitesse de descente. La première mission de Griffin embarquera également l'instrument OPAL (Optical Precision Autonomous Landing) développé par la société Moog et les établissements JPL et Johnson de la NASA. Cet équipement expérimental comprenant une caméra et un logiciel de reconnaissance de terrain utilise des photos de la surface de la Lune pour déterminer la position précise de Griffin et effectuer un atterrissage de précision.
L'avionique utilise pour le contrôle du vol un ordinateur embarqué reposant sur un microprocesseur 32 bits à double cœur LEON 3. Les charges utiles sont contrôlées par une paires de FPGA. Les communications se font en bande X et reposent sur une antenne parabolique (antenne grand gain), une antenne moyen gain de type patch et plusieurs antennes faible gain. Une liaison sans fil WLAN est utilisée après l'atterrissage pour les communications entre l'atterrisseur et les différentes charges utiles.
Pour la mission VIPER, l'astromobile est installé au sommet de l'atterrisseur. Celui-ci dispose de deux rampes mobiles qui sont abaissées après l'atterrissage sur la Lune et qui permettent de débarquer VIPER d'un côté ou de l'autre de Griffin.      

## Historique du développement
L'assemblage d'une maquette structurelle (Structural Test Model) de Griffin, destinée à mettre au point les outils et les processus, est achevé en février 2022. Après avoir subi une série de tests de vibration, thermiques et acoustiques destinées à vérifier que l'atterrisseur peut résister au lancement, au transit dans l'espace et à l'atterrissage, la maquette sera envoyée au centre de recherche Glenn de la NASA (Ohio) pour une campagne de tests dont l'objectif est de valider le fonctionnement du système de déploiement de l'astromobile VIPER à la surface de la Lune.

### Abandon de l'astromobile VIPER (juillet 2024)
En juillet 2024 la NASA annonce l'abandon du développement de l'astromobile lunaire VIPER qui était entré dans une phase finale de test et dont le lancement était programmé en septembre 2025. Compte tenu de l'avancement du projet cette annulation est fortement critiquée à la fois par des membres du Congrès américain et la communauté scientifique. L'agence spatiale américaine justifie sa décision en mettant en avant des dépassements de délais et de cout récurrents sur le projet à la fois au niveau de l'astromobile (cout passe de 434 à 610 millions US$) et de l'atterrisseur lourd  Griffin  conçu pour cette mission (cout passé de 199,5 à 300 millions US$) et la nécessité de devoir ajouter 100 millions US$ pour pouvoir procéder au lancement sans garantie de résultat. Par ailleurs la NASA indique que la décision du Congrès de réduire son budget pour 2024 de 525 millions US$ ne lui permet pas de faire face à ces dépassements sans sacrifier des missions scientifiques plus importantes. Le lancement de Griffin est néanmoins maintenu (la NASA s'engage à verser les 323 millions US$)  mais a priori sans charge utile (NASA propose un simulateur de masse) car l'atterrisseur très spécialisé ne dispose pas des fonctions nécessaires à l'emport d'expériences notamment en matière de télécommunications et d'énergie. Il n'est néanmoins pas certain que Astrobotic veuille procéder au lancement,,,,.

## Déroulement d'une mission (initial)
L'atterrisseur Griffin et sa charge utile a une masse d'environ 6 tonnes qui nécessite l'utilisation d'un lanceur lourd Falcon Heavy pour sa mission lunaire. Le lanceur place Griffin sur une orbite haute elliptique. Après séparation avec le lanceur, l'atterrisseur utilise sa propulsion pour augmenter l'altitude de son apogée de manière à atteindre la Lune puis s'insère sur une orbite lunaire. À une altitude de 100 kilomètres, il déclenche sa descente vers le sol lunaire en réduisant sa vitesse à l'aide de sa propulsion puis en contrôlant son orientation avec ses moteurs de contrôle d'attitude de manière à maintenir son orientation entre la verticale et l'horizontale. À 15 kilomètres du sol, il utilise sa propulsion principale de manière continue pour réduire sa vitesse en s'aidant des données fournies par l'instrument de reconnaissance de terrain et le LiDAR Doppler pour affiner sa trajectoire. À 1 kilomètre du sol, ces deux instruments sont utilisés pour guider l'atterrisseur vers la zone d'atterrissage prévue. À 300 mètres du sol, Griffin se remet en position verticale puis, arrivé à 30 mètres d'altitude, finalise la descente à vitesse constante.